# 楊定一
楊定一（1958年—），預防醫學專家、作家、企業家。曾任美國國家衛生研究院癌症研究所諮詢委員，以及獲頒美國艾利斯岛荣誉獎章。現為長庚生物科技公司董事長、美國Inteplast Group公司董事長。著作為全部生命系列的書籍和影音，並定期舉辦全球共修線上課程。

## 早年及背景
1958年楊定一出生於臺灣。父親是著名生物醫學工程學家並曾榮獲兩岸華人名人獎的楊正民，1965年於楊定一7歲時舉家移民至巴西，其父親於巴西利亞大學執教。1971年，13歲獲得美國耶魯大學入學許可，之後考上國立巴西利亞大學醫學系，1979年，21歲取得美國紐約洛克斐勒大學生化博士及威爾康乃爾醫學院醫學雙博士。家中的四個兄弟姐妹，都在25歲以前，得到美國一流大學雙博士學位。

## 生涯
1985年，楊定一27歲當上洛克菲勒大學分子免疫及細胞生物學系主任 ；並同時在美國國家衛生研究院癌症研究所擔任諮詢委員。也是最早發現白血球能產生穿孔素蛋白質，能夠殺死腫瘤以及受病毒感染細胞的人之一，更被視為諾貝爾獎熱門人選。
1988年與台塑集團創辦人王永慶三房長女、台塑集團副總裁王瑞華結婚。1991年進入台塑石油化學關係企業北美塑膠制造公司擔任總經理。
2012年出版第一本著作《真原醫》與讀者分享現代人所需的健康與生活概念，以各種方法，提醒我們回到自我。2014年2月，在拉瓦卡港參加年度製造會議和展覽，並帶領與會媒體參觀產品。2016年6月17日接受民視《新聞觀測站》的專訪，主題為找回自我之路，主持人胡婉玲問楊定一說：「像您這樣的《人生勝利組》，本來就應該比較快樂吧？」，楊定一卻說：「恰恰相反，如果執著虛幻表像，即使有錢、或有地位，更不會快樂。」。
於2006年8月至2018年11月兼任長庚大學、長庚科技大學以及明志科技大學三所學校董事長。2018年與王瑞華離婚後，除了持股的長庚生物科技公司、美國Inteplast Group塑膠公司職務，將卸下所有台塑集團的職務，另原三所大學董事長頭銜皆遭撤換。現今為長庚生物科技公司、美國公司的董事長。

## 獲獎與發表
獎項
- 1996年獲頒美國艾利斯岛荣誉獎章（英语：Ellis Island Medal of Honor）[註 3]，獲獎身份為“商業領袖”[25]。

白血球研究
- Young JD, Hengartner H, Podack ER, Cohn ZA. . Cell. 1986, 44 (6): 849–59. PMID 2420467. doi:10.1016/0092-8674(86)90007-3 （英语）.
- Young JD, Cohn ZA, Podack ER. . Science. 1986, 233 (4760): 184–90. PMID 2425429. doi:10.1126/science.2425429 （英语）.

中草藥研究
- Martel J, Ko YF, Liau JC, Lee CS, Ojcius DM , Lai HC, Young JD. . Trends in Biotechnology. 2017, 35 (11): 1017–1021. PMID 29055355. doi:10.1016/j.tibtech.2017.06.011 （英语）.
- Martel J, Ko YF, Ojcius DM, Lu CC, Chang CJ, Lin CS, Lai HC, Young JD. . Trends in Pharmacological Sciences. 2017, 38 (11): 967–981. PMID 28863984. doi:10.1016/j.tips.2017.07.006 （英语）.

癌症研究
- 與長庚生物科技公司團隊共同在科學研究國際期刊發表，共49篇[27]。

## 著作列表
書籍
| 發售日期       | 書名                                                               | 出版社   |
| 2012年1月2日   | 真原醫：21世紀最完整的預防醫學                                     | 天下生活 |
| 2014年7月2日   | 靜坐的科學、醫學與心靈之旅：21世紀最實用的身心轉化指南             | 天下生活 |
| 2016年1月4日   | 全部的你：跳出局限，擁抱生命無限的可能                             | 天下生活 |
| 2016年9月1日   | 螺旋舞：打開身體的結，找回快樂的你(附DVD)                          | 天下生活 |
| 2017年1月4日   | 神聖的你：活出身心健康、快樂和全部的潛能                           | 天下生活 |
| 2017年5月24日  | 不合理的快樂：存在的喜悅                                           | 天下生活 |
| 2017年7月26日  | 我是誰：找回快樂與自由的隨身練習                                   | 天下生活 |
| 2017年8月23日  | 集體的失憶                                                         | 天下生活 |
| 2017年8月23日  | 落在地球                                                           | 天下生活 |
| 2017年11月22日 | 定                                                                 | 天下生活 |
| 2018年1月24日  | 透過運動和療效姿勢結構調整(附DVD)                                  | 天下生活 |
| 2018年6月8日   | 十字路口1: 全部生命系列問答                                        | 真原文化 |
| 2018年6月8日   | 十字路口2: 全部生命系列問答                                        | 真原文化 |
| 2018年6月8日   | 十字路口3: 全部生命系列問答                                        | 真原文化 |
| 2018年7月25日  | 插對頭······還是接對頭？                                           | 真原文化 |
| 2018年8月22日  | 時間的陷阱                                                         | 天下生活 |
| 2018年12月12日 | 短路：心靈的科學                                                   | 天下生活 |
| 2019年1月23日  | 好睡：新的睡眠科學與醫學                                           | 天下生活 |
| 2019年3月27日  | 頭腦的東西：一個真實的新科學                                       | 天下生活 |
| 2019年3月27日  | 無事生非：不同，甚至顛倒的生命與靈性觀                             | 天下生活 |
| 2019年6月26日  | 清醒地睡                                                           | 天下生活 |
| 2019年9月18日  | 我：弄錯身分的個案                                                 | 天下生活 |
| 2019年12月11日 | 豐盛                                                               | 天下生活 |
| 2020年1月8日   | 奇蹟                                                               | 天下生活 |
| 2020年4月29日  | 最簡單、居家隨時做的結構調整運動：感恩身體的功課                   | 天下生活 |
| 2020年6月17日  | 唯識：新的意識科學                                                 | 天下生活 |
| 2020年9月2日   | 必要的創傷                                                         | 天下生活 |
| 2020年10月14日 | 轉捩點                                                             | 天下生活 |
| 2022年5月25日  | 療癒的飲食與斷食：新時代的個人營養學                               | 天下生活 |
| 2023年4月26日  | 呼吸，為了療癒：全新的呼吸科學與醫學，透過清醒的呼吸，徹底轉化身心 | 天下生活 |
| 2024年3月27日  | 水仙：從自戀談起，一種逆風的解讀                                   | 天下生活 |
| 2025年3月12日  | 中道：未來的靈性道路                                               | 天下生活 |

CD光碟
| 發售日期       | 片名                                    | 出版社   |
| 2014年8月29日  | 等著你 Waiting for you（4CD）           | 風潮音樂 |
| 2015年10月20日 | 重生：蛻變於呼吸間（2CD+1書）           | 風潮音樂 |
| 2016年5月30日  | 你，在嗎？ Are you here?（2CD）         | 風潮音樂 |
| 2017年6月28日  | 光之瑜珈（4CD）                         | 風潮音樂 |
| 2017年6月28日  | 真實瑜伽（2CD）                         | 風潮音樂 |
| 2017年8月30日  | 呼吸瑜伽（2CD）                         | 風潮音樂 |
| 2018年5月10日  | 四大的瑜伽（3CD）                       | 風潮音樂 |
| 2018年6月18日  | 從心開始：全面的健康，徹底的轉化（6CD） | 中國廣播 |

DVD光碟
| 發售日期      | 片名                             | 出版社   |
| 2017年1月20日 | 蛻變重生：一日共修營實錄（4DVD） | 風潮音樂 |
| 2018年1月30日 | 這裡現在：一日共修營實錄（4DVD） | 風潮音樂 |

## 外部連結
- 維基數據上的楊定一
- 楊定一博士‧全部生命系列官網 （繁體中文）（页面存档备份，存于）
- 楊定一博士‧全部生命系列的Facebook專頁（繁體中文）（Archive.today的存檔，存档日期2025-01-31）
- YouTube上的楊定一‧全部生命系列頻道（繁體中文）（Archive.today的存檔，存档日期2025-01-31）